# Miklós Vadász
Dans le nom hongrois Vadász Miklós, le nom de famille précède le prénom, mais cet article utilise l’ordre habituel en français Miklós Vadász, où le prénom précède le nom.
Miklós Vadász, né le 27 juillet 1884 à Budapest et mort le 10 août 1927 à Paris 16e, est un artiste peintre, dessinateur, affichiste et illustrateur hongrois.

## Biographie

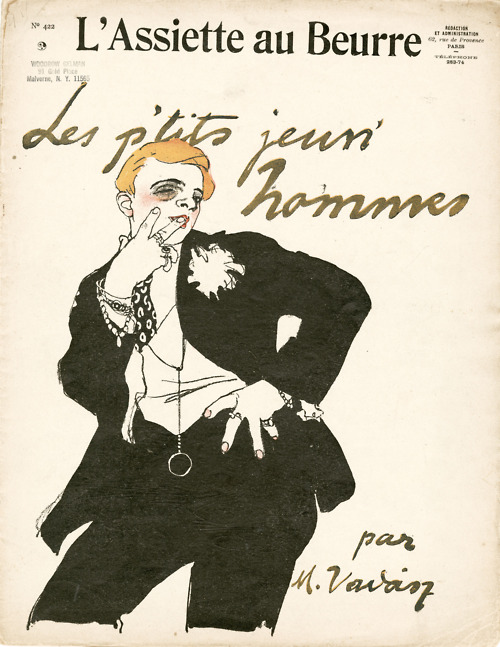
L'Assiette au beurre n° 422 (1909).

Après des études à l'École d'art appliqué (Iparművészeti Iskola), Vadász commence une carrière de caricaturiste pour le journal satirique hongrois Borsszem Jankó et d'illustrateur pour le quotidien hongrois Az Est. Il part ensuite pour Paris et travaille principalement pour Le Rire et L'Assiette au beurre (Schwarz, le fondateur, est d'origine hongroise). Vivant du côté de Montmartre, il fréquente les jeunes artistes hongrois comme lui installés dans la capitale, tels Károly Józsa et Leó Kóber.
Utilisant l'aquarelle, le pastel, le fusain ou la mine de plomb, il est l'auteur de nombreux portraits et de scènes de genre, qui font de lui un témoin de ce que furent la Belle Époque et les Années folles, entre Budapest et Paris.

## Expositions et distinctions
- 1906 : médaille d'or de l'exposition universelle, Milan
- 1928 : Salon National (hu) (Nemzeti Szalon), Budapest
- 1976-1977 : L’art 1900 en Hongrie, Petit Palais, Paris
- 2005 : Affiches publicitaires 1880-1920, Musée national hongrois, Budapest